# ФК Рома
ФК Рома (итал. Associazione Sportiva Roma - A.S. Roma) је фудбалски клуб из Рима, у Италији. Основан је 1927. спајањем римских клубова „Роман“, „Алба-Аудаче“ и „Фортитудо“, а такмичи се у првој италијанској лиги све од оснивања, са изузетком сезоне 1951/52, када се такмичио у Серији Б.
Клуб је освајао Серију А у три наврата: у сезонама 1941/42,1982/83 и 2000/01, а Куп Италије девет пута. У сезони 1960/61. освојен је Куп сајамских градова (претеча данашњег Купа УЕФА), а стизао је и до финала Купа шампиона (1983/84) и Купа УЕФА (1990/91). Рома је и први освајач такмичења Лиге конференције (2021/22).
Стадион фудбалског клуба Рома се зове Олимпико и има капацитет од 72.698 места, а користи га и градски ривал Лацио. Ово је други највећи стадион у Италији, после Сан Сира, који може да угости 80.000 навијача.
Боје клуба су браон и златна, надимак Ђалороси Giallorossi — жутоцрвени, а симбол на грбу вучица која доји близанце Ромула и Рема.

## Историја

### Од оснивања до Другог светског рата
Рому је на лето 1927. године основао Итало Фоски, спајањем три римска клуба: „Романа“, „Алба-Аудачеа“ и „Фортитуда“. Циљ спајања је био да се створи јак римски клуб који би могао да конкурише клубовима са севера Италије, тада доминантним у италијанском фудбалу, у борби за титулу шампиона. Једини већи римски клуб који се није припојио Роми био је Лацио, који је већ тада био јака фудбалска институција.
Клуб је у почетку играо на стадиону „Монтовелодромо Апио“, док у новембру 1929. није изграђен стадион „Кампо Тестачо“ у индустријском региону Рима, Тестачу. Први тренер Роме био је Енглез Вилијам „Били“ Гарбут, бивши играч Арсенала (тада познатог под именом Вулвич Арсенал). Гарбут је пре Роме тренирао Ђенову и неколико француских нижелигашких клубова.
Већ 1931. године Рома је успела да сезону заврши на другом месту прве италијанске лиге, иза Јувентуса. Најважнији играчи клуба у овом периоду били су Атилио Ферарис, голман Гвидо Масети, Фулвио Бернандини и Родолфо Волк.
Након пада форме и одласка кључних играча тима, клуб је реконструисао екипу, довођењем голгетера као што је Аргентинац Енрике Гваита. Са Луиђијем Барбесином на клупи, Роми је шампионска титула измакла за само један бод, а ФК Болоња је сезону завршила на трону.
До краја тридесетих клуб поново доживљава пад форме, а онда у сезони 1941/42, под вођством тренера Алфреда Шафера, неочекивано долази до титуле шампиона. Амадео Амадеи је са 18 постигнутих голова у овој сезони био кључни играч клуба на путу до „скудета“. Иначе, Италија је у то време учествовала у Другом светском рату, па је клуб домаће утакмице играо на Стадиону националфашистичке партије (итал. Stadio del Partito Nazionale Fascista).

### Послератни период и Серија Б
У послератном периоду Рома није успела да поврати шампионску форму, па је следећих пет сезона завршавала у доњем делу табеле, а у сезони 1950/51 испали су у другу италијанску лигу, Серију Б.
У својој првој и јединој сезони у Серији Б Рома није остала без фанова; Напротив, у сезони 1951/52, Рома је била други клуб у Италији, рачунајући и прволигашке екипе, по просечном броју посетилаца на утакмицама. Захваљујући доброј заради од продаје улазница, клуб је имао одлично финансијско стање за ангажовање нових играча за предстојећу сезону у Серији А. Доведени су нападач Милана, Реносто, крило Ђенове, Ацимонти, и двојица репрезентативаца Италије Пјеро Гросо и Еђисто Пандолфини. Звезда овог прелазног рока био је Данац Хелг Бронеј. Такође, у овом прелазном року, голман Тесари се вратио са позајмице из Фјорентине, а потписао је и Лукези. Играчи који су напустили екипу били су Андерсон, Ризорти, Аконча и Кнут Нордахл, који није импресионирао тренера. У новембру 1952. Ренато Саћердоти се вратио на место председника клуба.
Клуб је преузео будући селектор репрезентације Италије, Ђузепе Вијани, и Рома се већ следеће сезоне вратила у прву лигу.

### Звезде педесетих
Након повратка у највиши ранг италијанског фудбала, Рома је стабилизовала форму и успела да се врати у врх табеле. Сезона повратка у Серију А завршена је шестим местом уз неколико сјајних партија, као што је победа над Јувентусом од 3:0, којом је Интер престигао торински тим и освојио титулу. Међу омиљеним играчима навијача био је Хелг Бронеј - изузетан играч, који није увек играо на свом нивоу и који је често показивао свој темперамент свађама са саиграчима и управом клуба.
У летњем прелазном року 1953, председник Саћердоти је довео нову звезду: уругвајског крилног играча Алсидеса Чигију, светски познатог фудбалера по голу који је постигао против Бразила у финалу Светског првенства 1950, којим је Уругвај дошао до титуле. Чигија је, иако не превише физички снажан, био изузетан техничар и сјајан шутер десном ногом. Стигао је у Рому са 27 година и у клубу провео још 6 сезона, постигавши 21 гол, али је продат Милану због свог контроверзног приватног живота и проблема са законом. Други пут заредом клуб је завршио сезону као шести. Година 1953. упамћена је у историји Роме и као година у којој је клуб први пут заиграо на стадиону „Олимпико“, на којем игра и данас.
Следећи прелазни рок, 1954/55, донео је клубу новог тренера, енглеског стручњака Џесија Карвера. У децембру 1954. италијански скаут Монтанари препоручио је фудбалском клубу Болоња тадашњег фудбалера Кремонезеа, Ђакома Лосија, али је председник Болоње одбио да ангажује овог играча због његовог ситног раста (захваљујући којем је добио и надимак Ђакомино), па је овај играч потписао за Рому. На свом дебију против Интера у марту 1955, донео је својој екипи победу од 3:0. Од тада, Лоси је одиграо 452 утакмице за Рому, што је био рекорд клуба читавих 38 година, а био је толико посвећен клубу да је добио надимак Core de Roma - Срце Рима - иако није био рођени Римљанин.
Ова сезона (1954/1955) завршена је трећим местом, иза Удинезеа и Милана, али је Удинезе накнадно кажњен због корупције, па је Роми урачунато друго место у овој сезони. Тако се Рома први пут од Другог светског рата пласирала у неко европско такмичење, а овај пут то је био Митропа куп, у коме су елиминисани у четвртфиналу од новосадске Војводине.
На лето 1955. тренер Џеси Карвер одлучио је да напусти Рому због каријере у Енглеској, оставивши Ромину клупу Италијану мађарског порекла Ђорђу Сарошију. Сароши је у овом прелазном року довео звезду екипе Дина да Кошту, који је дуго био рекордер у броју голова постигнутих у дербијима, 9 у три сезоне. Сезона је завршена на шестом месту захваљујући победи над Фјорентином. У следећој сезони клуб је појачан сјајним Швеђанином, Гунаром Нордалом из Милана, који је постигао 13 голова током сезоне (најбољи стрелац био је Да Кошта са 22), али је клуб ипак завршио на 14. месту у лиги која је играна у формату од 18 клубова.
Ђорђо Сароши је био просечан тренер, а одбрана је била слаба, па клуб није успевао да покаже свој велики нападачки потенцијал. У том периоду следи серија промена менаџера, па је за пет година на клупи Роме седело 6 различитих тренера. Сароши је отпуштен, а доведен је, по други пут, Гвидо Масети. Масети са петим местом у лиги није импресионирао челнике клуба, па је замењен, а доведен је поново Енглез, Ален Сток, који је замењен након само четири месеца. На клупу је доведена бивша звезда тима Гунар Нордал, али се ни он није доказао управи клуба, па је 1959. на клупу Роме поново сео Сароши, и поново је смењен после годину дана.
Марта 1958. председник Саћердоти одлучио је да напусти клуб, препустивши функцију Анаслету Ђанију.

### Шездесете и финансијска криза
Клуб током шездесетих није постизао веће успехе у лиги, али су у купу били нешто успешнији.
Прелазни рок пред сезону 1960/61. обележило је неколико сјајних потеза стратега Роме: пре свега, довођење Италијана уругвајског порекла познатог под надимком „Sua Maestà“ — „ваше височанство“ — Хуана Алберта Скјафина, једног од најснажнијих фудбалера свих времена, који је у то време, са 35 година, био на заласку каријере. Доведен је Аргентинац Франсиско Лођаконо, који је током каријере у Роми постигао 36 голова. Потписом Романа Меникелија из омладинског погона завршен је овај прелазни рок за Рому.
Играчи су се показали одлично, а тим је држао прво место у лиги до полусезоне, између осталог и победама над Лациом са 4:0 и Јувентусом са 2:1, након чега је уследио пад форме и неколико узастопних ремија. Тим је потражио новог тренера, а избор је пао на Нереа Рока, једног од најбољих тренера у историји италијанског фудбала. Роко је желео да пређе у Рому, али под условом да Алсидес Ђиђа напусти клуб. Ђиђа је био изузетно омиљен међу играчима, па је клуб одбио Роков услов и до споразума није дошло. Ово се показало као велика грешка управе, јер је Нерео Роко у следећој сезони прешао у Милан, освојивши са црвено-црнима све клупске титуле у Италији и Европи. Ипак, Рома је брзо изашла из кризе резултата и почела нову победничку серију — победивши Сампдорију у утакмици у којој је Лоси зарадио надимак Срце Рима (итал. Core de sta città), када је након повреде наставио да игра и постигао победоносни гол.
До краја такмичења екипа је поново изгубила победнички темпо и завршила је на петој позицији. Уследила је још једна смена тренера, а Алфреда Фонија сменио је Луис Карниља, тренер генерације Реал Мадрида у којој су играли Ференц Пушкаш, Ђенто и Ди Стефано, што је била једна од најјачих екипа свих времена. Карниља је одмах запао у свађу са Педром Манфрединијем и Франсиском Лођаконом, па је затражио од управе трансфер Антонија Анђелиља, који је играо за Интер, и овај играч је и потписао уговор. Карниља је пред довео и Серхија Карпанезија који је од тада одиграо скоро 200 утакмица за Рому за шест година колико је носио дрес римског клуба, и састав екипе је изгледао: Кудићини, Фонтана, Корзини, Пестрин, Ђакомо Лоси, Карпанези, Орландо Џонсон, Педро Манфредини, Анђелиљо, Лођаконо. Ово је тим који је освојио Куп сајамских градова победом над Бирмингем ситијем са 4:2.
Две године касније освојен је и куп Италије, минималном победом над Торином. Своју другу титулу у купу освојили су 1969, када је то такмичење играно у полулигашком формату. Ђакомо Лоси је те године поставио клупски рекорд у укупно одиграним утакмицама, са 450 мечева у дресу римског клуба. Рекорд је оборен након 38 година.
Рома 1964. године запада у финансијску кризу и чак долази на ивицу банкрота. Финансијски дефицит је био толики да клуб није могао ни да исплати плате својим играчима, који су претили штрајком. Навијачи су једном приликом, заједно са контроверзним тренером Хуаном Лоренцом, тадашњим менаџером екипе, организовали акцију прикупљања средстава за пут на првенствено гостовање на које је тим требало да иде.
Уследило је неколико неизбежних трансфера најбољих играча. Међу њима је био и Ђанкарло Де Систи, познат по надимку Детлић (итал. Picchio). Председник Франко Евангелисти је 1967. године био приморан да Рому претвори у друштво са ограниченом одговорношћу. Касних шездесетих, тим је поверен искусном Хеленију Херери, тренеру који је Интер довео до две титуле светског клупског првака. Упркос ангажовању новог тренера, резултати се нису побољшали. Рома је шампионат завршила тек на осмом месту, али је ипак успела да освоји Куп Италије у јуну 1969.

### Успони и падови током седамдесетих
Рома је 1972. године додала још један трофеј у своју колекцију, победом над Блекпулом 3:1 у финалу Англо-Италијанског купа. Ипак, седамдесете године прошлог века обележиле су спорадичне игре римског тима, а најбољи пласман који су остварили у лиги у овој декади било је треће место, 1974/75. Клуб су у овом периоду предводили везни играчи Ђанкарло де Систи и Франческо Рока.
Победа пеналима над Торином у финалу купа Италије сезоне 1979/80. означила је почетак нове успешне ере за Рому. Клуб је поново постизао успехе сличне оним током четрдесетих година, а тренер тима је био бивши играч Милана Нилс Лајдхолм. Значајни играчи у ово време су били Бруно Конти, Агостино Ди Бартоломеи, Роберто Пруцо и Пауло Роберто Фалкао.

### Осамдесете и нова титула
Под вођством председника Дина Виоле и Швеђанина Нилса Лајдхолма, Рома је освојила други скудето после 41 године, што је испраћено великим слављем у граду. Играчи који су обележили ову еру били су капитен Агостино Ди Бартоломеи, бек Карло Анћелоти, Бразилац Паоло Роберто Фалкао, штопер Пјетро Вјерквуд, центарфор Роберто Пруцо, други најбољи стрелац у историји клуба, крилни играч Бруно Конти, бивши светски шампион са тимом Италије у Шпанији 1982 и играч који ће водити Рому као тренер у једном кратком периоду 2005. године.
Следећа сезона такође је била успешна за клуб, са другим местом у лиги, титулом у купу и финалом Купа шампиона, играном на римском Олимпику пред 70.000 навијача.

#### Финале Купа шампиона
Ово финале Купа шампиона је једино у историји које је један клуб играо на свом стадиону, а Рома је до њега дошла победама над Готеборгом, ЦСКА Софијом, Динамом из Берлина и Данди Јунајтедом. Ливерпул је повео голом Фила Нила, а изједначио је Пруцо пред крај првог полувремена. Резултат је остао нерешен до краја утакмице, па је победник одлучен извођењем пенала. Конти и Грацијани су били непрецизни са 11 метара, па је Ливерпул освојио своју четврту титулу европског шампиона резултатом 4:2 у пеналима. Ово извођење једанаестераца обележио је голман Ливерпула Брус Гобелар, који је при одбранама изводио свој чувени „плес“ како би деконцентрисао противничке играче, што је поновио Јежи Дудек у финалу Лиге шампиона 2004/05.

#### Невероватни пораз против Лечеа
Нилс Лајдхолм је на крају сезоне 1984/85. одлучио да напусти клуб. Након једног од најбољих периода у историји клуба са Лајдхолмом, председник Дино Виола је одлучио да клупу препусти још једном Швеђанину, Свену-Јерану Ериксону. Швеђанин је разочарао навијаче сезоном коју је завршио на седмом месту, али је у следећој сезони надокнадио овај неуспех; у сезони 1985/86, Рома је заостајала 9 бодова за првопласираним Јувентусом, али је, између осталог, победивши водећи тим табеле са 3:0, до последњег кола успела да надокнади заостатак и обезбеди себи прилику да освоји скудето победом над Лечеом у последњем колу. Ипак, Лече, који је изгубио све шансе да опстане у првој лиги, успео је да победи Рому са 3:2 головима Барбаса (2) и Ди Кијаре и поклони титулу Јувентусу.
Последњи релативно добар резултат у овој декади остварили су 1987/88, трећим местом у лиги.

### Период 1990—2000
Следећа деценија почела је фантастичном сезоном за клуб, али се до краја деценије клуб на томе и зауставио. У сезони 1990/91 играли су у три финала: Финале Купа УЕФА изгубили су од Интера са 2:1, Суперкуп Италије од Сампдорије, а освојили су и своју седму титулу шампиона купа Италије. Следећих 10 година клуб није забележио нарочите успехе, изузев четвртог места у лиги 1997/98. и финала купа против Торина.

#### Пут до финала Купа УЕФА
У првом колу Рома се састала са Бенфиком, коју је победила истим резултатом и на домаћем терену и у гостима, 1:0. У другом колу противник им је била Валенсија, коју су, након ремија на Местаљи 1:1, победили код куће са 2:1. Следећи противник био им је Бордо, који су декласирали укупним резултатом 7:0, са 5:0 на Олимпику и 2:0 у гостима. У четвртфиналу Рома је играла против Андерлехта, такође убедљиво: 3:0 и 3:2. Руди Фелер је постизао хет-трик у првим утакмицама против Бордоа и Андерлехта. За место у финалу избацили су Брендби, који су, након ремија у гостима, код куће савладали голом Фелера у последњим минутима меча за 2:1; ово је био његов десети гол у такмичењу, чиме је постао најбољи стрелац у сезони Купа УЕФА.
У финалу их је сачекао Интер, ривал са севера Италије. Финале се играло у формату двомеча; Прва утакмица играла се на стадиону Ђузепе Меаца, а Интер је победио са 2:0. У 55. минуту Лотар Матеус је погодио из једанаестерца, након фаула Комијега над Николом Бертимом. Десет минута касније, Клинсман је асистирао Бертију, који је повисио вођство Интера на 2:0.
Реванш се играо 22. маја 1991. на Олимпику; већ у шестом минуту, Рома је имала шансу за гол, али је Рицители погодио пречку. Ђовани Трапатони, тренер Интера, поставио је дефанзивну формацију, и Зенга, голман миланског тима, је успео да остане несавладан до 88. минута, када се Рицители искупио за свој рани промашај; утакмица се завршила минималном победом Роме, па је Интер, са укупним резултатом 2:1, дошао до титуле шампиона Купа УЕФА.

### Нови миленијум
| АНТОНИОЛИ САМЈУЕЛ ЗЕБИНА ЗАГО КАФУ КАНДЕЛА ЕМЕРСОН ТОМАСИ ТОТИ БАТИСТУТА МОНТЕЛА |
| Постава која је освојила трећу историјску титулу победом над Пармом.             |

Са новим миленијумом почеле су и много боље сезоне за Рому. Трећи скудето у историји клуба освојен је 2001, и то у последњем колу победом над Пармом. Кључни играч за освајање титуле био је капитен Франческо Тоти, који је од тада оборио многе клупске рекорде зарадивши статус клупске иконе. Остали, али не мање важни играчи у овом периоду били су Алдаир, Кафу, Габријел Батистута и Винченцо Монтела. Прослава ове титуле била је још гламурознија од претходне; Романисти су титулу прослављали фештама по Риму тачно недељу дана, а прослава је врхунац достигла концертом Антонија Вендитија у римском парку Circo Massimo, пред милион навијача.
Рома није успела да одбрани титулу, али је следећу сезону завршила као другопласирана, са само бодом заостатка за Јувентусом. Од тада, клуб је много пута сезону завршавао као други; финале купа 2003. изгубили су од Милана са 4:2, а иза истог ривала остали су други у лиги следеће сезоне.
Италијански фудбал је 2006. погодио скандал везан за намештање првенствених утакмица, а Рома је била један од клубова који у њему нису учествовали. Иако су сезону завршили као петопласирани у лиги, након изречених казни Јувентусу, Фјорентини и Милану, додељено им је друго место. Исте сезоне дошли су и до финала купа, где су изгубили од Интера. Следеће две сезоне такође су завршавали на другом месту у лиги, што ову деценију чини најуспешнијом у историји клуба, јер су чак шест од осам сезона завршили на једној од прве две позиције.

#### Европски успеси у новом миленијуму
На европској сцени такође су постигнути завидни успеси, јер је клуб у два наврата достизао четвртфинале Лиге шампиона.
Од девет европских сезона у овој деценији, клуб је шест пута наступао у Лиги шампиона, и три у Купу УЕФА.
У сезони 2000/01, клуб је наступао у УЕФА купу, који се тада играо по куп-систему, без групне фазе. Сезона није била успешна што се тиче европске сцене, јер је клуб дошао само до осмине финала. Рома у прва три кола није имала посебно тежак посао; у првом колу, избачена је словеначка Горица, са невероватном разликом 11:1. Против Боависте су играли нерешено на Олимпику, 1:1, а утакмицу у гостима су решили минималним резултатом у своју корист. У двомечу са Хамбургером, Рома је славила оба пута, 3:0 и 1:0. Екипа је у осмини финала избачена од Ливерпула, са укупним скором 1:2 у корист Енглеза. Рома је у гостима утакмицу добила са 1:0, али 
је код куће поражена са голом више, па је Ливерпул прошао даље.
Следећу сезону играли су у Лиги шампиона. Игране су две групне фазе; У првој групној фази, прва два клуба из групе су напредовала у другу фазу. У другој фази, прва два клуба из сваке групе, укупно осам, ишла су у четвртфинале.
Рома је успела да дође до друге фазе, са две победе из шест утакмица у групи са Реал Мадридом, Андерлехтом и Локомотивом из Москве. У следећој групи, за противнике су добили Ливерпул, Барселону и Галатасарај, а пласман међу најбољих осам измакао им је у последњем колу; Ливерпул се, победом над Ромом, изједначио са Римљанима по броју бодова, али је имао предност захваљујући бољем односу у међусобним сусретима, пошто је први меч ових екипа завршен нерешено.
Реал Мадрид је поново био Ромин ривал у групи Лиге шампиона у сезони 2002/03; осим Реала, у групи Ц играли су и АЕК из Атине и Расинг Генк. Реал и Рома су после шест кола имали исти број бодова, али је Реал имао много бољу гол-разлику, са чак девет голова више. Обе утакмице ова два ривала у групи завршене су победама гостију, 3:0 за Реал и 1:0 за Рому. Жреб је Роми, као ривале у другој фази, доделио Арсенал, Валенсију и Ајакс. Клуб је у овој групи доживео сва три пораза у прва три кола, али је у четвртом колу декласирао Валенсију на Местаљи, и тако повратио наде за пласман у четвртфинале. Ипак, у последња два кола су ремизирали, и тако испустили све шансе за пролаз даље.
Са осмим местом у лиги, клуб се пласирао у Куп УЕФА сезоне 2003/04. Као и три године раније, крајњи домет је био осмина финала. Противници Роме у прве три рунде били су Вардар, против којег су славили укупно 5:1, Хајдук из Сплита, и турски Газијантеспор, против којег су били бољи са 2:1, као и против Сплићана. У четвртој рунди, за гол је од Роме бољи био Виљареал; после пораза 0:2 у гостима, Рома је на Олимпику славила са 2:1, па су Шпанци отишли у четвртфинале.
Следећу сезону су поново играли у Лиги шампиона, захваљујући другом месту у лиги. Још једном, противник у групи био је мадридски Реал, заједно са Бајером из Леверкузена и Динамом из Кијева. Ово је Ромина најлошија европска сезона у деценији, пошто је групу завршила само са једним бодом и гол-разликом минус 12. Једини тим од којег нису поражени је Бајер, са којим су ремизирали у Риму 1:1.
Деморалисана екипа сезону у лиги завршава на осмом месту, које је било довољно само за наступ у УЕФА купу у сезони 2005/06. Ово је била прва сезона Роме у Купу УЕФА када се то такмичење играло по групном систему. Противници у групи били су ФК Црвена звезда, Стразбур, Базел и Тромсе. У првом колу, клуб је победио Тромсе у Норвешкој са 2:1. У другом колу су били слободни, а у трећем су ремизирали са Стразбуром код куће. У четвртом колу Рома је гостовала Црвеној звезди на београдској Маракани. Римљанима је и реми био довољан за пролаз даље, али нису успели да се врате из Београда непоражени.
У последњем колу, Рома је на домаћем терену победила Базел са 3:1, и тако обезбедила друго место у групи. Победник групе је био Стразбур, који је у последњим секундама изједначио против Црвене звезде, избацивши тако београдски тим из даљег такмичења.
У шеснаестини финала, Рома је играла против Брижа, и добила обе утакмице истим резултатом 2:1. Следећи противник био је Мидлсбро, који је Рому елиминисао захваљујући голу у гостима; Рома је код куће добила са 2:1, а у гостима изгубила са 1:0. Укупан резултат био је 2:2, али је Мидлсбро прошао даље захваљујући голу у Риму. Енглези су касније дошли до финала, свог првог европског, где су изгубили од Севиље.
У сезони 2006/07, клуб је поново играо у Лиги шампиона, захваљујући другом месту у Серији А у претходној сезони. Клуб је првобитно требало да игра у УЕФА купу, али је, након афере Калчополи и изречених казни Јувентусу, Милану и Фјорентини, добио шансу да директно заигра у најелитнијем европском фудбалском такмичењу. Ово је била једна од најбољих европских сезона римског тима, пошто су се пласирали међу осам најбољих у Европи. Жреб им је за противнике у групи доделио Валенсију, Олимпијакос и Шахтјор из Доњецка. Групну фазу завршили су са три победе и једним ремијем, уз два пораза; Рома је успела да победи Валенсију и Шахтјор код куће, али је од истих тимова поражена у гостима. Из утакмица са Олимпијакосом у овој групи скор је био једна победа и један реми, тако да је Рома са десет бодова завршила као друга у групи.
На жребу за осмину финала, Роми је за противника додељен Олимпик Лион. Иако је после прве рунде Лион деловао као благи фаворит за пролаз даље, пошто је меч на Олимпику завршен без голова, Рома није имала превише тежак посао, и победила је у реваншу на Жерлану са 2:0, головима Тотија и Мансинија.
Следећи противник бордозлатних био је Манчестер јунајтед. Прва утакмица играла се у Риму, а енглески тим је меч почео боље и изгледало је да ће Рома тешко доћи до гола, како је и било. Тек при крају првог полувремена Тадеи доводи Рому у вођство, а Рунију је требало само петнаест минута да поравна резултат. Ипак, Мирко Вучинић је већ у 67. минуту донео домаћем тиму нову предност, 2:1, што је и био коначан резултат.
Традиција и биланс повреда Манчестера били су на страни Роме пред реванш; Манчестер је, до тада, само једном у историји успео да прође даље у некој рунди европског такмичења када је изгубио први меч. Такође, Алекс Фергусон, тренер Јунајтеда, није могао да рачуна на неколицину својих стандардних играча. Ипак, Манчестер је одиграо једну од најбољих европских утакмица икада, и декласирао Рому са 7:1. У стрелце се уписало чак пет играча енглеског тима – Карик (2), Смит, Руни, Роналдо (2) и Евра. Једини стрелац за Рому био је Де Роси у 70. минуту. Овај меч је судио словачки судија Лубош Мишел. Манчестер је избачен у полуфиналу од другог италијанског представника, Милана.
Још једна добра сезона у лиги обезбедила је клубу још једно учешће у Лиги шампиона. Ове сезоне, клуб је имао нешто тежи жреб него претходе – противници су били Манчестер јунајтед, португалски Спортинг и Динамо из Кијева. Ипак, клуб је групну фазу ове сезоне одиграо боље од претходне, и завршио на другом месту са 11 бодова. Једини пораз доживели су на Олд Трафорду, од Манчестера, а у осталих пет утакмица трипут су победили – Динамо двапут и Спортинг једном, и два пута ремизирали – са Спортингом и Манчестером. Још једном, Рома се у европским такмичењима састала са Реалом, и то у осмини финала. Реал је имао предност реванша на домаћем терену, али је није искористио; обе утакмице Рома је решила у своју корист, и то истим резултатом – 2:1. На Олимпику, у првом мечу, Реал је рано повео голом најбољег стрелца у историји овог такмичења, Раула, али су Пизаро и Мансини преокренули резултат на 2:1. У реваншу је поново повео гост, у 73. минуту голом Тадеија. Раул поново постиже гол два минута касније за изједначење, 1:1, а Вучинић је у надокнади времена само повећао укупну предност Роме, голом за 2:1.
“Вучица” је тако добила прилику да се у четвртфиналу реваншира Манчестеру за прошлогодишњи пораз, али то није искористила. У првој утакмици у Риму није играо повређени Франческо Тоти, а заменио га је резервни нападач Мирко Вучинић. Вучинић је већ у првом минуту створио себи шансу за гол – узео је лопту Рију Фердинанду у непосредној близини шеснаестерца и шутирао поред гола. Још једну шансу Вучинић је створио након првог корнера, када је набацио лопту Панучију, који је шутирао замало поред гола. Ипак, Јунајтед је био ефикаснији, па су Кристијано Роналдо, голом главом пред крај полувремена, и Руни, у 66. минуту, постигли голове за 2:0.
У реваншу, Рома је имала добру прилику да поведе, али је Де Роси промашио пенал у 30. минуту. Алекс Фергусон је одлучио да стрелце из првог меча, Рунија и Роналда, одмори за следећу утакмицу, а уместо њих је у нападу играо Карлос Тевез, који је и постигао победоносни гол у 70. минуту за Манчестер. Тако је Рома завршила још једну европску сезону елиминацијом у четвртфиналу Лиге шампиона.
Упркос лошем старту у групи у сезони 2008/09, групну фазу Лиге шампиона су завршили на првом месту, испред Челсија.
Рома се, одлуком жреба који је одржан 19. децембра 2008. у Ниону (седишту УЕФА-е), у осмини финала Лиге шампиона 2008/09 састала са енглеским Арсеналом. Обе утакмице овог двомеча завршене су победама домаћина истим резултатом (1-0, стрелци Робин ван Перси за Арсенал и Жуан за Рому), па је победник одлучен извођењем пенала. Након што је Дијаби донео предност Арсеналу у пенал-серији, Тонето је промашио једанаестерац, па је Арсенал прошао даље.
У сезони 2009/10. Рома по шести пут у последњих девет сезона завршава на другом месту у Серији А, сада само 2 бода иза Интера. Интер је био кобан по Рому и у финалу Купа Италије, где је поражена са 1:0. Због шестог места у претходној сезони Серије А Рома је ове сезоне играла у УЕФА лиги Европе, где је у шеснаестини финала избачена од Панатинаикоса укупним резултатом 6:4.

### Крај Сенси ере
У лето 2010, породица Сенси пристала је да се одрекне своје контроле над ФК Рома као део уговора о поравнању дуга. Ово је ставило тачку на председничку владавину породице Сенси, која је управљала клубом од 1993. године. Розела Сенси је наставила своју улогу председника до именовања новог. 16. априла 2011. потписан је уговор о преузимању клуба, од стране групе америчких бизнисмена на челу са Томасом Ди Бенедетом.
20. фебруара 2011. године Ранијери је напустио клупу Роме, након пораза од Ђенове, који је био четврти везани пораз клуба. Сезону 2010/11 Рома је завршила на шестом месту у Серији А, стигла до финала Суперкупа, а у Лиги шампиона до осмине финала.
Иако је нови власник довео неколико скупљих појачања, Рома је завршила сезону 2011/12. са доста лошим резултатима. У Серији А заузела је седмо место, најслабији резултат у последњи седам сезона, док је у УЕФА лиги Европе неочекивано поражена од братиславског Слована у плеј-оф фази. Због лоших резултата смењен је тренер Луис Енрике и на његово место је постављен некадашњи тренер Здењек Земан. Међутим, он је већ 2. фебруара 2013. отпуштен и на његово место је доведен привремени тренер Аурелио Андреацоли, али и са њим је настављено са лошим резултатима па је Рома завршила на шестом месту у Серији А, изгубила је у финалу купа од градског ривала Лација и остала је без учешћа у европским такмичењима. Председник Палота је 12. јуна 2013. објавио да ће нови тренер Роме постати Руди Гарсија. Са њим је Рома победила на првих десет мечева, укључујући 2:0 у дербију против Лација, 0:3 на гостовању против Интера и 2:0 против Наполија. Сезона 2013/14. је била једна од најбољих у Серији А, клуб је остварио 85 бодова и завршио је на другом месту иза Јувентуса, који је освојио титулу и остварио рекордних 102 бода. Ромина одбрана је била доста боља него претходних сезона, на 21 меч је примила само 25 голова, од чега девет у првих десет мечева.
У сезони 2014/15. Рома је завршила на другом месту иза Јувентуса, по други пут заредом, после лоше форме у 2015. години. На крају сезоне клуб је кажњен због губитака и кршења правила УЕФА о финансијском фер-плеју.
Дана 13. јануара 2016. године, Гарсија је смењен јер је имао само једну победу на седам мечева у Серији А. На његово место је накнадно постављен, по други пут у својој каријери, Лучано Спалети. Тоти је 21. фебруара јавно критиковао Спалетија због његовог неиграња због чега је испао из тима на мечу против Палерма. Ова одлука је изазвала узбуђење међу навијачима и у медијима. После њихових почетних неспоразума, Спалети је почео користити Тотија, што се показало као добра одлука јер је Тоти постигао четири гола и имао једну асистенцију на пет узастопних мечева Серије А улазећи са клупе. Као резултат тога, клуб је из средњег дела табеле на крају завршио на другом месту у Серији А и квалификовао се за Лигу шампиона. У Лиги Европе Рома је заустављена у осмини финала где је бољи био Лион укупним резултатом 4:5. И поред солидне сезоне Спалети је напустио клуб 30. маја. Рома је због финансијског фер плеја морала да прода Салаха, који је био најбољи играч клуба претходне сезоне, који је прешао у Ливерпул.
Уместо Спалетија, који је прешао у Интер, 13. јуна 2017. Еузебио ди Франческо је именован за новог тренера Роме. У сезони 2017/18. Рома је заузела треће место у Серији А, док је сезона у Лиги шампиона била одлична. Рома је у групној фази играла са Челзијем, Атлетико Мадридом и Карабагом и заузела је прво место. Противник у осмини финала био је Шахтјор. Иако је повела голом Ундера у првој утакмици у гостима, Рома је изгубила са 2:1. У реваншу Рома је на Олимпику голом Џеке победила са 1:0 и захваљујући правили гола у гостима, трећи пут у историји је прошла у четвртфинале најјачег европског такмичења. У првој утакмици четвртфинала 4. априла 2018. године, Барселона је захваљујући аутоголовима Де Росија и Маноласа и головима Пикеа и Суареза победила са 4:1, док је почасни гол за Рому постигао Џеко. У реваншу 10. априла на Олимпику, Рома је захваљујући головима Џеке и Де Росија јурила пролаз у полуфинале, што се и десило осам минута пре краја када је Манолас, погодио мрежу Барселоне, за нови пролаз Роме поново захваљујући правилу гола у гостима. У првој утакмици полуфинала, Ливерпул је на Енфилду водио са чак 5:0, где је Салах дао 2 гола, али катастрофа је избегнута захваљујући головима Џеке и Перотија. У реваншу Рома је остала на корак до понављања успеха из 1984. године, јер је иако је са 4:2 нанела први пораз Ливерпулу у Лиги шампиона, то није било довољно за пролаз у финале. На крају сезоне клуб је остао без неких важних играча, попут Алисона који је продат Ливерпулу, Наинголана који је отишао у Интер и Стротмана, који је прешао у Олимпик из Марсеља. Као замена за ове одласке доведен је Пасторе из Париза, Клајверт из Ајакса, а Сантон и Заниоло су дошли као део Наинголановог трансфера у Интер.
У сезони 2018/19 у Лиги шампиона, Рома је групну фазу почела поразом од Реал Мадрида (0:3), што је анулирано са две победе над ЦСКА из Москве (3:0, 2:1) и победом над Викторијом из Плзења (5:0). Порази од Реала и Плзења у задња два кола нису угрозили Ромино друго место у групи, која је у осмини финала играла са Портом. Након победе у првој утакмици од 2:1, Рома је губила са истим резултатом у реваншу након регуларног времена, због чега је утакмица ушла у продужетке. У 116. минуту Порту је, након интервенције ВАР-а, додељен казнени ударац због прекршаја Флоренција над Фернандом, који је Телес претворио у погодак и тако је обезбедио пролазак Порта у следећу рунду такмичења. Овај пораз, као и онај претходни против Лација у првенсту коштао је Ди Франческа посла. 8. марта 2019. Ранијери је, по други пут у каријери, постао тренер Роме, као замена за Ди Франческа. На крају сезоне Ранијери је напустио Рому, која се заузимањем 6. места у Серију А квалификовала за Лигу Европе.
11. јуна 2019. године Пауло Фонсека је именован за новог тренера. Због пандемије УЕФА је одлучила да се у наставку прекинутог такмичења у Лиги Европе игра по једна утакмица, а Рома је поразом од Севиље са 2:0, на неутралном терену у Дуизбургу, испала у осмини финала.
Рома се за нову сезону појачала довођењем двојице играча који су претходну сезону провели у на позајмици у клубу Смолинга (који је за 15 милиона евра прешао из Јунајтеда) и Мхитарјана (који је бесплатно дошао из Арсенала). Поред њих, клуб је довео и Педра, коме је истекао уговор са Челзијем.
На отварању сезоне 2020/21 у Серији А, Рома је одиграла нерешено са Вероном (0:0), али је меч регистрован службеним резултатом 3:0 за Верону, због административне грешке Римљана. Ипак, ово није била једина грешка ове врсте у сезони. У шеснаестинифинала Рома је поражена од Специје са 4:2, али је касније та утакмица регистрована службеним резултатом 3:0 за Специју. Наиме, Рома је у тој утакмици направила чак шест измена, четири у регуларном делу и након тога још две, након искључења Лопеза и Маниснија у продужетку. У јануару 2021. године ел Шарави се након годину и по од одласка из Роме, вратио као слободан играч, пошто му је истекао уговор са Шангај Шенхуом. Рома је добро почела сезону, са само једним поразом у првих осам кола и дуго је држала треће место. Због лоше форме у задњој трећини сезоне Рома на крају завршила на 7. месту, чиме се квалификовала за Лигу конференције.
У Лиги Европе Рома је у групи са Јанг бојсима, ЦСКА Софијом и Клужом заузела прво место. У шеснаестини финала Рома је избацила Брагу (2:0, 3:1),  а у осмини финала Шахтјор (3:0, 2:1). У првој утакмици четвртфинала против Ајакса, Рома је губила са 1:0, а након што је Лопез одбранио пенал Тадићу, Рома је головима Пелегринија и Ибањеза победила са 2:1. Ремијем у реваншу на Олимпику (1:1), Рома се након три године поново пласирала у полуфинале неког европског такмичења, где их је чекао Манчестер јунајтед. У полуфиналу, Рома је после катастрофе у првој утакмици када је поражена од Јунајтеда са 6:2, успела да се часно опрости од такмичења победом у реваншу на домаћем терену од 3:2.
4. маја клуб је објавио да ће Фонсека напустити клуб на крају сезоне, а да ће га заменити Жозе Морињо. Мурињо је у летњем прелазном периоду као замену за Џеку (прешао у Интер) и Педра (прешао у Лацио), довео за 42 милиона евра Абрахама из Челзија и Шомудорова из Ђенове. Лопезово место на голу (који је позајмљен Марсеју) заузео је Патрисио из Вулверхемптона, док је као замена за повређеног Спинацолу доведен Виња из Палмеираса.

## Играчи

### Тренутни састав
Од 15. јула 2024. године
| Бр. |                 | Позиција | Играч                              |
| --- | --------------- | -------- | ---------------------------------- |
| 4   | Италија         | С        | Брајан Кристанте (трећи капитен)   |
| 5   | Обала Слоноваче | О        | Еван Ндика                         |
| 6   | Енглеска        | О        | Крис Смолинг                       |
| 7   | Италија         | С        | Лоренцо Пелегрини (капитен)        |
| 9   | Енглеска        | Н        | Тами Абрахам                       |
| 16  | Аргентина       | С        | Леандро Паредес                    |
| 18  | Норвешка        | Н        | Ола Солбакен                       |
| 19  | Турска          | О        | Зеки Челик                         |
| 21  | Аргентина       | Н        | Пауло Дибала                       |
| 22  | Алжир           | С        | Хусем Ауар                         |
| 23  | Италија         | О        | Ђанлука Манчини (заменик капитена) |

| Бр. |           | Позиција | Играч               |
| --- | --------- | -------- | ------------------- |
| 24  | Албанија  | О        | Мараш Кумбула       |
| 28  | Француска | С        | Енцо Ле Фи          |
| 35  | Италија   | Н        | Томазо Балданци     |
| 52  | Италија   | С        | Едоардо Бове        |
| 53  | Гамбија   | С        | Ебрима Дарбо        |
| 59  | Пољска    | Н        | Никола Залевски     |
| 63  | Италија   | Г        | Пјетро Бур          |
| 69  | Шпанија   | О        | Анђелино            |
| 92  | Италија   | Н        | Стефан ел Шарави    |
| 99  | Србија    | Г        | Миле Свилар         |
| -   | Италија   | Г        | Давиде Мастрантонио |

### Други играчи под уговором
Од 15. јула 2024. године
| Бр. |            | Позиција | Играч           |
| --- | ---------- | -------- | --------------- |
| 2   | Холандија  | О        | Рик Карсдорп    |
| 14  | Узбекистан | Н        | Елдор Шомуродов |

### Повучени бројеви
6 –  Алдаир, штопер, 1990–2003

### Светски шампиони који су играли за Рому
Списак играча који су играли за Рому, а са репрезентацијом су освојили Светско првенство:
- Атилио Ферарис IV (1934)
- Енрико Гваита (1934)
- Гвидо Масети (1934 и 1938)
- Алдо Донати (1938)
- Ералдо Монзељо (1938)
- Пјетро Серантони (1938)
- Едгардо Ђиђа (1950)
- Хуан Алберто Скјафино (1950)
- Бруно Конти (1982)
- Руди Фелер (1990)
- Томас Хеслер (1990)
- Томас Бертолд (1990)
- Алдаир (1994)
- Венсан Кандела (1998)
- Кафу (1994 и 2002)
- Данијеле Де Роси (2006)
- Франческо Тоти (2006)
- Симоне Перота (2006)

### Легенде клуба

#### Ђакомо Лоси (1955—1969)
Ђакомо Лоси је једна од највећих икона клуба и одбрамбени играч који је 38 година држао рекорд у броју одиграних утакмица за Рому - 455. Често је називан по надимку “Core de Roma” - срце Рима, због своје посвећености клубу и граду, иако није рођени Римљанин. Овај надимак је добио након утакмице са Сампдоријом 1961. године, када је након повреде наставио да игра и постигао победнички гол. Лоси је шутирао и левом и десном ногом.
Иначе, Лоси је, и поред своје невероватне снаге, био познат као изузетно фер играч, а у целој својој 14-годишњој каријери добио је само један жути картон.

#### Франко Танкреди (1977—1990)
Франко Танкреди је голман кога навијачи Роме сматрају најбољим у историји клуба. Са Танкредијем међу стативама, тим је дошао до друге титуле првака Италије 1983. године. Одиграо је 289 утакмица за 11 година које је провео у клубу.

#### Себастијано Нела (1981—1992)
Себастијано Нела био је брзи дефанзивац који је могао да игра левог или десног бека. Био је део тима који је 1983. освојио титулу првака, а одиграо је нешто више од 280 утакмица за римски клуб.

#### Алдаир (1990—2003)
Алдаир је, у своје време, сматран не само најталентованијим одбрамбеним играчем у екипи Роме, већ и једним од најталентованијих у својој генерацији. Одиграо је 330 утакмица за клуб, а одиграо је важну улогу у освајању титуле 2001. године. Рому је напустио 2003. године, а клуб је повукао дрес са његовим бројем (6). Алдаир је освојио и титулу шампиона света са Бразилом 1994.

#### Кафу (1997—2003)
Маркос Евангелиста де Мораеш, познатији као Кафу (надимак који је добио због сличности са бразилским беком Кафурињом, пре свега по брзини), одиграо је 163 утакмице за Рому и постигао 5 голова, и један је од играча заслужних за Ромин трећи скудето 2001. Рекордер је по броју наступа за репрезентацију Бразила.

#### Франческо Тоти (1992—2017)
Франческо Тоти је играч који је одиграо највише утакмица и постигао највише голова за Рому. У сенирском тиму је дебитова са 16 година док је тренер био Вујадин Бошков. Са Ромом је освојио првенство Италије 2001, Куп Италије 2007. и 2008. и два Суперкупа. За репрезентацију Италије је одиграо 58 утакмица и постигао 9 голова. Са Италијом је освојио Светско првенство 2006.

## Тренери
Клуб је кроз историју променио много менаџера. Ово су неки од најважнијих у историји клуба.

### Алфред Шафер (1939—1942)
Алфред Шафер је био мађарски фудбалер и тренер који је у својој 15-годишњој играчкој каријери променио чак 21 клуб. Највећи тренерски успеси су му били национална титула са Ромом и финале Светског првенства 1938. са Мађарском. У Роми је провео три сезоне. Тренирао је још и Нирнберг, Херту, Ференцварош и Рапид Букурешт.

### Нилс Лајдхолм (1974—1977, 1980—1984, 1988, 1996)
Нилс Лајдхолм је био шведски фудбалски тренер који је Рому водио у четири наврата. Иако је познатији по играчкој каријери у дресу Милана, постизао је успехе и као тренер, а у Роми је најуспешнији био током свог другог тренерског мандата. 
У сезони 1980/81. освојио је друго место у шампионату Италије, а две године касније довео је клуб и до другог скудета, користећи зонски систем одбране, тада неуобичајен за италијанске екипе. Следеће сезоне тим није успео да одбрани титулу, завршивши првенство на другом месту, али је стигао до финала Купа шампиона, које је на пенале изгубио од Ливерпула. Лајдхолм је са Ромом освојио и три национална купа, 1981, 1983. и 1984.
Као тренер био је познат по инсистирању на професионализму и фер-плеју код играча. Водио је још и Верону, Варезе, Фјорентину и Милан.

### Фабио Капело (1999—2004)
Фабио Капело је са Ромом освојио титулу првака Италије 2001. године, а у следеће две сезоне је клуб освајао друго место у лиги. У тиму је имао играче као што су Кафу, Алдаир, Батистута и Кандела, а форсирао је нападачку позицију 3-4-1-2.
Капело је, упркос томе што је клубу донео прву националну титулу од 1983. године, био изузетно омражен код навијача. Осим што је био у отвореној свађи са капитеном тима Франческом Тотијем, навијачи су га оптуживали да саботира клуб када је продао неколико кључних играча екипе. Напустио је клуб 2004. године, а када је прешао у Јувентус, у свој нови клуб довео је неколико Роминих играча, чиме је нетрпељивост навијача римског клуба према бившем менаџеру кулминирала.
Тренирао је и Милан и Реал Мадрид, а био је селектор репрезентације Енглеске и Русије.

### Лучано Спалети (2005—2009, 2016—2017)
Лучано Спалети је Рому водио Рому од 2005. до 2009. и иако није освојио ниједну титулу првака Италије, био је веома популаран код навијача, пре свега захваљујући лепој, нападачкој и модерној игри екипе.
У својој првој сезони у клубу, предводио је тим до, тада рекордних, 11 узастопних победа, зарадивши тако титулу тренера године у Италији. Са клубом је стигао и до два четвртфинала Лиге шампиона и два друга места у Серији А. Освојио је два Купа Италије и један Суперкуп.

### Списак тренера
Комплетан списак Роминих тренера:
| Име               | Земља              | Период    |
| ----------------- | ------------------ | --------- |
| Вилијам Гарбут    | Енглеска           | 1927–1929 |
| Гвидо Бакани      | Краљевина Италија  | 1929–1930 |
| Херберт Берџес    | Енглеска           | 1930–1932 |
| Ласло Бар         | Краљевина Мађарска | 1932–1933 |
| Лајош Ковач       | Краљевина Мађарска | 1933–1934 |
| Луиђи Барбезино   | Краљевина Италија  | 1934–1938 |
| Гвидо Ара         | Краљевина Италија  | 1938–1939 |
| Алфред Шафер      | Краљевина Мађарска | 1939–1942 |
| Геза Кертес       | Краљевина Мађарска | 1942–1943 |
| Гвидо Масети      | Краљевина Италија  | 1943–1945 |
| Ђовани Дењи       | Италија            | 1945–1947 |
| Имре Шенкеј       | Мађарска           | 1947–1948 |
| Луиђи Брунела     | Италија            | 1948–1949 |
| Фулвио Бернардини | Италија            | 1949–1950 |
| Адолфо Балончери  | Италија            | 1950      |
| Пјетро Серантони  | Италија            | 1950      |
| Гвидо Масети      | Италија            | 1950–1951 |
| Ђузепе Вијани     | Италија            | 1951–1953 |
| Марио Варљен      | Италија            | 1953–1954 |
| Џеси Карвер       | Енглеска           | 1954–1956 |
| Ђерђ Шароши       | Мађарска           | 1956      |
| Гвидо Масети      | Италија            | 1956–1957 |
| Алек Сток         | Енглеска           | 1957–1958 |

| Име                  | Земља                      | Период    |
| -------------------- | -------------------------- | --------- |
| Гунар Нордал         | Шведска                    | 1958–1959 |
| Ђерђ Шароши          | Мађарска                   | 1959–1960 |
| Алфредо Фони         | Италија                    | 1960–1961 |
| Луис Карниља         | Аргентина                  | 1961–1963 |
| Наим Кријезију       | Народна Република Албанија | 1963      |
| Алфредо Фони         | Италија                    | 1963–1964 |
| Луис Миро            | Шпанија                    | 1964–1965 |
| Хуан Картлос Лоренцо | Аргентина                  | 1965–1966 |
| Оронцо Пуљезе        | Италија                    | 1966–1968 |
| Еленио Ерера         | Аргентина                  | 1968–1970 |
| Лучано Тесари        | Италија                    | 1970      |
| Еленио Ерера         | Аргентина                  | 1971–1972 |
| Тонино Требичани     | Италија                    | 1972–1973 |
| Нилс Лајдхолм        | Шведска                    | 1974–1977 |
| Густаво Ђањони       | Италија                    | 1978–1979 |
| Феручо Валгаређи     | Италија                    | 1979–1980 |
| Нилс Лајдхолм        | Шведска                    | 1980–1984 |
| Свен Горан Ериксон   | Шведска                    | 1984–1986 |
| Анђело Зормани       | Италија                    | 1986–1988 |
| Нилс Лајдхолм        | Шведска                    | 1988      |
| Лучано Спинози       | Италија                    | 1988–1989 |
| Ђиђи Радиче          | Италија                    | 1989–1990 |
| Отавио Бјанки        | Италија                    | 1990–1992 |

| Име                  | Земља                         | Период    |
| -------------------- | ----------------------------- | --------- |
| Вујадин Бошков       | Савезна Република Југославија | 1992–1993 |
| Карло Мацоне         | Италија                       | 1993–1996 |
| Карлос Бјанки        | Аргентина                     | 1996      |
| Нилс Лајдхолм        | Шведска                       | 1996      |
| Ецио Села            | Италија                       | 1996      |
| Здењек Земан         | Чешка                         | 1997–1999 |
| Фабио Капело         | Италија                       | 1999–2004 |
| Чезаре Прандели      | Италија                       | 2004      |
| Руди Фелер           | Њемачка                       | 2004      |
| Луиђи Делнери        | Италија                       | 2004–2005 |
| Бруно Конти          | Италија                       | 2005      |
| Лучано Спалети       | Италија                       | 2005−2009 |
| Клаудио Ранијери     | Италија                       | 2009−2011 |
| Вићенцо Монтела      | Италија                       | 2011      |
| Луис Енрике          | Шпанија                       | 2011−2012 |
| Здењек Земан         | Чешка                         | 2012−2013 |
| Аурелио Андреацоли   | Италија                       | 2013      |
| Руди Гарсија         | Француска                     | 2013−2016 |
| Лучано Спалети       | Италија                       | 2016−2017 |
| Еузебио Ди Франческо | Италија                       | 2017−2019 |
| Клаудио Ранијери     | Италија                       | 2019      |
| Пауло Фонсека        | Португалија                   | 2019−2021 |
| Жозе Морињо          | Португалија                   | 2021−2024 |
| Данијеле де Роси     | Италија                       | 2024−2024 |
| Иван Јурић           | Хрватска                      | 2024-2024 |
| Клаудио Ранијери     | Италија                       | 2024-     |

## Статистике и рекорди
Франческо Тоти је рекордер клуба по укупним наступима за клуб, са 786 (закључно са 23. октобром 2017) утакмица у дресу римског клуба у свим такмичењима, од 1992. године до 2017. кад се повукао. Такође, држи рекорд и у наступима у Серији А, са 619 наступа, испред Данијеле Де Росија са 421. 
Тоти је клупски рекордер и у укупним постигнутим головима, са 307 голова од првог наступа за клуб, а само у Серији А постигао је 250, што је још један клупски рекорд. Роберто Пруцо је до 1988. године био најбољи стрелац у историји клуба са 138 голова, а Родолфо Волк, са 29 голова у сезони 1930/31., држи рекорд у постигнутим головима у једној сезони. 
Прву званичну утакмицу Рома је одиграла против Ливорна 1928. године у италијанском првенству (победили су са 2:0). Највећу победу у историји остварили су против Кремонезеа у сезони 1929/30, а највећи резултат којим су изгубили је 7-1, што се дешавало у три наврата: против Јувентуса, 1931/32, против Торина 1947/48 и против Манчестер Јунајтеда, у четвртфиналу Лиге шампиона 2006/07.
Најдужи низ победа уписали су у сезони 2005/06, када су победили на 11 узастопних утакмица, од победе против Кјева 4:0 до ремија са Интером 5. марта 2006. Ово је био и рекорд Серије А, али га је Интер оборио већ следеће сезоне, са чак 17 узастопних победа. Низ од 24 утакмице без пораза Рома је везала 2001/02.
Највише победа у једној сезони забележили су 2007/08. и 2009/10: 24 победе. Најмање пораза у једној сезони претрпели су шест година раније, 2001/02: два пораза током читаве сезоне.

### Највише наступа за клуб свих времена
Од 27. јула 2022.
| Позиција | Име                    | Наступа | Голова |
| -------- | ---------------------- | ------- | ------ |
| 1        | Франческо Тоти         | 786     | 307    |
| 2        | Данијеле Де Роси       | 315     | 138    |
| 3        | Ђакомо Лоси            | 455     | 2      |
| 4        | Ђузепе Ђанини          | 437     | 75     |
| 5        | Алдаир                 | 436     | 21     |
| 6        | Серђо Сантарини        | 431     | 7      |
| 7        | Бруно Конти            | 402     | 47     |
| 8        | Себастијано Нела       | 397     | 19     |
| 9        | Франко Танкреди        | 385     | 0      |
| 10       | Гвидо Масети           | 364     | 0      |
| 11       | Дамјано Томази         | 350     | 21     |
| 12       | Симоне Перота          | 327     | 49     |
| 13       | Роберто Пруцо          | 315     | 138    |
| 14       | Кристијан Панучи       | 315     | 31     |
| 15       | Агостино ди Бартоломеи | 310     | 69     |
| 16       | Фулвио Бернардини      | 303     | 47     |
| 17       | Марко Делвекио         | 300     | 81     |

* = тренутно играју за Рому

### Најбољи стрелци свих времена
Од 27. јула 2022.
| Позиција | Име              | Позиција | Голова | Наступа | Голова по утакмици |
| -------- | ---------------- | -------- | ------ | ------- | ------------------ |
| 1        | Франческо Тоти   | Нападач  | 307    | 786     | 0.4                |
| 2        | Роберто Пруцо    | Нападач  | 138    | 315     | 0.44               |
| 3        | Един Џеко        | Нападач  | 119    | 260     | 0.46               |
| 4        | Амадео Амадеи    | Нападач  | 111    | 234     | 0.47               |
| 5        | Родолфо Фолк     | Нападач  | 106    | 161     | 0.66               |
| 6        | Педро Манфредини | Нападач  | 104    | 164     | 0.63               |
| 7        | Винченцо Монтела | Нападач  | 102    | 258     | 0.40               |
| 8        | Абел Балбо       | Нападач  | 87     | 182     | 0.48               |
| 9        | Марко Делвекио   | Нападач  | 81     | 300     | 0.27               |
| 10       | Дино да Коста    | Нападач  | 79     | 163     | 0.48               |

* = тренутно играју за Рому

## Боје, грб и надимци
Ромине боје, бордо и златножута, су и традиционалне боје вечног града. Златна боја је симбол бога код католика, док је бордо симбол Римског царства. Отуда и надимак i giallorossi, што значи жуто-црвени. Играчи за домаће мечеве обично носе бордо дрес, бели шортс и црне штуцне, али су у важнијим мечевима шортс и штуцне обично у истој боји као и дрес. На гостујућим утакмицама, играчи обично носе белу опрему. 
Исте дресове носили су и играчи фудбалског клуба Роман, једног од клубова чијим је спајањем настала Рома.
Клуб је кроз историју много пута мењао грб, али се на њему скоро увек налазила Капитолина, бронзана статуа која симболише град Рим. Ова статуа приказује вучицу Реу која доји по легенди осниваче Рима, браћу Ромула и Рема.

### Спонзори и произвођачи опреме
| Период  | Произвођач      | Спонзор        |
| ------- | --------------- | -------------- |
| 1970-71 | Лакост          | без спонзора   |
| 1972-76 | без произвођача | без спонзора   |
| 1977-79 | Адидас          | без спонзора   |
| 1979-80 |                 | без спонзора   |
| 1980-81 | Плејграунд      | без спонзора   |
| 1981-82 | Плејграунд      | Барила         |
| 1982-83 | Патрик          | Барила         |
| 1983-86 | Капа            | Барила         |
| 1986-91 |                 | Барила         |
| 1991-94 | Адидас          | Барила         |
| 1994-95 | Ејзикс          | Нуова тирена   |
| 1995-97 | Ејзикс          | ИНА Азитаља    |
| 1997-00 | Диадора         | ИНА Азитаља    |
| 2000-02 | Капа            | ИНА Азитаља    |
| 2002-03 | Капа            | Мазда          |
| 2003-05 | Диадора         | Мазда          |
| 2005-06 | Диадора         | Банка италеазе |
| 2006-07 | Диадора         | без спонзора   |
| 2007–13 | Капа            | ВИНД           |
| 2013–14 | без произвођача |                |
| 2014–18 | Најки           | није изабран   |
| 2018-21 | Најки           | Катар ервејз   |
| 2021-23 | Њу баланс       | ДиџиталБитс    |
| 2023-   | Адидас          | Ријад Сизнс    |

## Навијачи и ривалства
(о Роми се не расправља, она се воли) - Антонело Вендити, италијански певач
Рома је четврти клуб у Италији по броју навијача; око 6% италијанских фудбалских фанова навија за овај клуб.
Прва већа Ромина организована навијачка група били су левичарски оријентисани Commando Ultrà Curva Sud, познатији под скраћеницом CUCS; група је настала спајањем мањих навијачких групица, а распала се током деведесетих. 

Од тада, јужну трибину Олимпика контролишу десничарски оријентисане групе: A.S. Roma Ultras, Boys, Giovinezza и остале. Најстарија група, Fedayn, није политички опредељена.
Химна клуба је песма  римског певача Антонела Вендитија. Назив ове песме је и мото-клуба, а може се превести као „О Роми се не расправља, она се воли“. Ову песму навијачи Роме певају пред сваку утакмицу, а када тим победи, на крају утакмице обично се пева Grazie Roma од истог аутора.
Клуб има много ривала у италијанском фудбалу. Велики ривал римског клуба је Наполи; ова два клуба су најуспешнија у централној и јужној Италији. Дерби ових клубова назива се Дерби Сунца (итал. Derby del Sole). Већи ривали Римљана су и Јувентус, Милан и Интер.

### Ривалство са Лациом
Највећим Роминим ривалством сматра се оно са Лациом, градским ривалом и клубом са којим деле стадион.
Ривалство ових клубова почело је када је управа Лација одбила припајање са три римска клуба, Романом, Алба-Аудаћеом и Фортитудом, јер је Лацио већ био развијено спортско друштво. Први дуел ова два тима одигран је у децембру 1929. године и већ тада се назире нетрпељивост између навијача ових клубова.
Разлике између навијача два највећа римска клуба су превасходно политичко-територијалне и економске. Рома је у почетку играла своје утакмице у јужном, сиромашнијем делу града, док се Лациов стадион налазио на северу Рима, насељеном нешто имућнијим грађанима. Осим тога, југ Рима карактерисали су углавном левичарски опредељени грађани, док је север нагињао ка десници. Одатле и чињеница да навијачима Роме припада јужна трибина Олимпика, а „Лацијалима“ северна.
Сусрети ових тимова познати су по расистичким испадима. Пошто римски Јевреји углавном навијају за Рому, честе су провокације навијача Лација на верској основи; током римског дербија 1998. године, лацијали су подигли транспарент на којем је писало „Аушвиц је ваш град, рерне су ваши домови“. Црни играчи Роме су такође често на мети навијача Лација. На једном транспаренту лацијали су Рому назвали „тимом црнаца које воде Јевреји“; Лациов званични став је да је против оваквих испада хулигана, који чине мали део навијача овог клуба.
Дерби ова два клуба назива се Дерби главног града (итал. Derby della Capitale). Ово ривалство не само да је једно од најјачих ривалстава два клуба у Италији, већ и у свету. Препуне трибине, инциденти, насиље и расистички транспаренти карактеристични су за ове мечеве. За време једне од дерби утакмица током сезоне 1979/80. убијен је Виченцо Папарели, навијач Лација. Папарелија је један навијач Роме погодио бакљом у главу.
Још један инцидент догодио се током дербија 2004. године, када је утакмица прекинута на захтев председника лиге Адријана Галијанија. Нереди су почели када су навијачи раширили гласине да је један полицајац убио дете у непосредној близини стадиона. На полувремену, три навијача су ушла на терен да разговарају са капитеном Франческом Тотијем, а Тоти је касније на телевизији изјавио да му је прећено смрћу. Капитен Роме је затражио да се утакмица заустави. Меч је прекинут, али су нови проблеми настали на улицама; у тучи између навијача и полиције повређено је око 170 полицајаца, као и приличан број навијача, а 13 особа је приведено. Није јасно зашто су навијачи желели да прекину меч, а нагађа се, између осталог, да су једноставно хтели да нападну полицију.
Меч је поновљен недељу дана касније, а Рома и Лацио су одиграли нерешено, 1:1.
Римски ривали су до сада одиграли 175 утакмица, а укупан однос у победама је 64-50 у корист Роме. Иначе, ретки су играчи који су играли за оба римска тима, а међу њима су Синиша Михајловић и Александар Коларов. Винченцо Монтела је играч који је постигао највише голова у једном дербију, чак четири. Франческо Тоти је рекордер по броју одиграних дербија, са 35. Најубедљивију победу у једном дербију остварила је Рома, са 5-0 у сезони 1933/34. Најубедљивију победу Лацио је забележио у сезони 2006/07, са 3:0.

### Сукоби са енглеским навијачима
У последњих неколико година више пута је долазило до конфликта између Роминих тифоза и навијача енглеских клубова, што је довело до својеврсне нетрпељивости према енглеским навијачима код Романиста. Један од разлога ових сукоба је пораз Роме од Ливерпула у финалу Купа шампиона 1984. на Олимпику, испраћен насиљем у околини стадиона, када је неколико фанова Ливерпула избодено ножевима. Од тада, неколико пута су енглески навијачи нападани у Риму, укључујући инциденте 2001, поново са Ливерпуловим навијачима, затим 2006, када је Мидлсбро гостовао, и 2007, приликом меча са Манчестер јунајтедом. Уочи гостовања Арсенала на Олимпику 2009, аутобус са навијачима Арсенала је нападнут камењем. Арсенал је чак дао званично саопштење својим навијачима којим путевима се не би требало кретати у Риму како би се избегли Ромини Ултраси.

## Стадион
Стадион Олимпико, који се налази у римском спортском комплексу Форо Италико, је највећи стадион у Риму и други највећи у Италији. Осим градских ривала Роме и Лација, на овом стадиону домаће утакмице игра и репрезентација Италије. Отворен је 1937. године, а након реновирања 2008. године стадион има капацитет од 72.000 места.
Северна и јужна трибина стадиона, због свог лучног облика, познатије су под именом Curva Nord и Curva Sud (Curva, итал. - лук, кривина). Северни део стадиона припада Лациовим навијачима, док је југ намењен за Ромине навијаче.
На овом стадиону одржане су Олимпијске игре 1960. године, као и Светско првенство у атлетици 1987. и Светско првенство у фудбалу 1990. године, као и финале Лиге шампиона 2009. године.
На овом стадиону је одиграно финале Европског првенства у фудбалу 1968. у ком је Италија савладала Југославију. Још једно европско првенство је одржано на овом стадиону 1980. У финалној утакмици на овом стадиону репрезентација Западне Немачке је савладала Белгију.
Председник клуба Џејмс Палота је 30. децембра 2012. најавио изградњу новог стадиона на простору хиподрома Тор ди Вале у Риму. Нови стадион Stadio della Roma имаће капацитет од 52.500 седећих места.

## Ил романиста
„Ил романиста“ су Ромине дневне новине, први светски дневни лист посвећен једном фудбалском клубу. Лист је настао 2004, а први примерак је одштампан 10. септембра те године. Лист се бави темама везаним не само за клуб, већ и за сва спортска дешавања у Риму. Једна од рубрика у часопису је и колумна Франческа Тотија, у којој он одговара на писма навијача. Након три године одсуства лист је почео поново да излази од септембра 2017. године.

## Председници
Рома је до данас променила много председника, од којих су неки били власници клуба, а неки почасни председници. Последњих 15 година на челу клуба био је Франко Сенси, италијански пословни магнат. Након његове смрти, 2008. године, клуб је преузела његова ћерка Розела као почасни председник. У лето 2010, породица Сенси пристала је да се одрекне своје контроле над ФК Рома као део уговора о поравнању дуга. Ово је ставило тачку на председничку владавину породице Сенси, која је управљала клубом од 1993. године. 16. априла 2011. потписан је уговор о преузимању клуба, од стране групе америчких бизнисмена на челу са Томасом Ди Бенедетом, а њега је на месту председника клуба 27. августа 2012. одлуком Управног одбора заменио Џејмс Палота, још један Американац из конзорцијума. 17. августа 2020. године клуб је преузела америчка Фридкин група из Хјустона, која је за 591 милион евра купила 86,6% акција клуба, а Ден Фридкин је постављен за новог председника.
Комплетан списак председника Роме, по хронолошком редоследу:
| Име                                 | Период    |
| ----------------------------------- | --------- |
| Итало Фоски                         | 1927–1928 |
| Ренато Саћердоти                    | 1928–1934 |
| Виторио Сћалођа                     | 1934–1936 |
| Иђино Бетини                        | 1936–1941 |
| Едгардо Бацини                      | 1941–1943 |
| Пјетро Балдасаре                    | 1943–1949 |
| Пјер Карло Рестањо                  | 1949–1952 |
| Ромоло Вазели                       | 1952      |
| Пјер Карло Рестањо Ренато Саћердоти | 1952–1953 |
| Ренато Саћердоти                    | 1953–1958 |
| Анаслето Ђани                       | 1958–1962 |
| Франческо Марини-Детина             | 1962–1965 |

| Име                | Период    |
| ------------------ | --------- |
| Франко Еванђелисти | 1965–1968 |
| Франческо Ранући   | 1968–1969 |
| Алваро Марчини     | 1969–1971 |
| Гетано Анцалоне    | 1971–1979 |
| Дино Виола         | 1979–1991 |
| Флора Виола        | 1991      |
| Ђузепе Ћарапико    | 1991–1993 |
| Ћиро ди Мартино    | 1993      |
| Франко Сенси       | 1993–2008 |
| Розела Сенси       | 2008–2011 |
| Томас Ди Бенедето  | 2011–2012 |
| Џејмс Палота       | 2012–2020 |
| Ден Фридкин        | 2020–     |

## Рома као компанија
Од 1999. године Рома послује у облику акционарског друштва. Од преузимања 2011, холдинг компанија NEEP Roma Holding S.p.A. (заједничко улагање DiBenedetto AS Roma LLC и Unicredit S.p.A. у односу 60:40) држи све акције које су раније припадале породици Сенси, што је првобитно чинило 67,1%, али је купио додатне акције из јавног сектора, чиме NEEP сада држи 78,038%.
Рома је један од три италијанска фудбалска клуба који послују на италијанској берзи. Према ранкингу фудбалских клубова по новчаним приходима које објављује британска фирма Делојт, Рома је тренутно девети финансијски најуспешнији клуб на свету, са 175 милиона евра прихода у претходној сезони.
У априлу 2008. Розела Сенси, председница клуба, је потврдила да је Џорџ Сорош, бизнисмен мађарског порекла, послао понуду за куповину Роме. Породица Сенси је одбила ову понуду. Франко Сенси, дугогодишњи председник Роме и отац Роселе Сенси, је преминуо 17. августа 2008. године оставивши ћерци Розели клуб у наследство. 16. априла 2011. је потписан уговор о преузимању 67,1% акција, датум трансакције је прво заказан за 31. јул 2011, али је одложено за 18. август.

## Клубови претходници

### Алба-Аудаче
Società Sportiva Alba-Audace, или Алба-Аудаче, био је римски клуб из области Фламинио, основан 1907. Познат је по учешћу у раним формама италијанског шампионата, све до припајања фудбалском клубу Рома 1927. године. 
Клуб је основан 1907. под именом СД Алба (итал. - Società Sportiva Alba – спортско друштво Алба). У раним годинама одржавања италијанске лиге, само клубови са севера Италије добијали су шансу да учествују у такмичењу, па је Алба тек у сезони 1912/13 дебитовала у лиги. На крају сезоне 1925/26, фашистички режим је приморао клуб да припоји други римски фудбалски клуб, Аудаће Рому, али је Алба задржала своје традиционалне боје.
Клуб је 1945. поново формиран, и припојен фудбалском клубу Траставере Рома. Под именом Алба Траставере, овај клуб је учествовао у једној сезони Серије Б, након чега је престао да постоји.

### ФК Роман
Роман је био фудбалски клуб из римске области Париоли, а основан је 1903. године. До 1927. такмичио се у највишем рангу италијанског фудбалског такмичења, са изузетком неколико сезона, а затим се припојио фудбалском клубу Рома, која је од овог клуба и преузела боје.
Слично као и тадашњи градски ривал Алба, Роман је тек у сезони 1912/13. дебитовао у лиги Италије. Клубови из региона Лацио су тада играли у посебној дивизији, а Роман је своју деби сезону у дивизији Лацио завршио у средини табеле. Следећу сезону Роман је одиграо много боље, али и даље није успео да се пробије у нокаут фазу такмичења, захваљујући много бољим резултатима фудбалског клуба Лацио. Трећа сезона је била најбоља у историји клуба, пошто су завршили као први у дивизији, успут победивши Лацио са 5:2. Ипак, сезона није завршена због почетка Првог светског рата.
Након рата клуб бележи серије лоших резултата, завршивши у другом степену такмичења, данас познатом као Серија Б. До 1927. године клуб није успео да се врати у прву лигу, а затим су се припојили ФК Рома, заједно са Фортитудом и Албом.

### Фортитудо-Про Рома
Фортитудо (итал. Fortitudo-Pro Roma Società di Ginnastica e Scherma) био је клуб из римског предграђа Рионе Борђо, основан 1908. Припојио се клубу Про Рома 1926. године, оснивајући Фортитудо-Про Рома, а годину дана касније и фудбалском клубу Рома. За овај клуб играо је чувени Ромин играч Атилио Ферарис.

## Успеси

### Домаћи
- Серија А :

- Прваци (3) : 1941/42, 1982/83, 2000/01.
- Друго место (14) : 1930/31, 1935/36, 1980/81, 1983/84, 1985/86, 2001/02, 2003/04, 2005/06, 2006/07, 2007/08, 2009/10, 2013/14, 2014/15, 2016/17.

- Куп Италије :

- Освајачи (9) : 1963/64, 1968/69, 1979/80, 1980/81, 1983/84, 1985/86, 1990/91, 2006/07, 2007/08.
- Финалисти (8) : 1936/37, 1940/41, 1992/93, 2002/03, 2004/05, 2005/06, 2009/10, 2012/13.

- Суперкуп Италије :

- Освајачи (2) : 2001, 2007.
- Финалисти (4) : 1991, 2006, 2008, 2010.

- Серија Б :

- Прваци (1) : 1951/52.

### Међународни
- Лига конференције:

- Освајач (1) : 2021/22.

- Куп европских шампиона / Лига шампиона:

- Финалиста (1) : 1983/84.

- Куп сајамских градова:

- Освајач (1) : 1960/61.

- УЕФА куп / Лига Европе:

- Финалиста (2) : 1990/91, 2022/23.

- Англо-италијански Лига куп:

- Освајач (1) : 1971/72.
- Финалиста (1) : 1969.

### Домаћи
- Шампионат Италије за омладинце:

- Шампиони (8) : 1972/73, 1973/74, 1977/78, 1983/84, 1989/90, 2004/05, 2010/11, 2015/16.

- Куп Италије за омладинце:

- Освајачи (6) : 1973/74, 1974/75, 1993/94, 2011/12, 2016/17, 2022/23.

- Суперкуп Италије за омладинце:

- Освајачи (3) : 2012, 2016, 2023.

### Међународни
- Трофеј Вијаређо :
  - Освајач (3) : 1981, 1983, 1991.
  - Финалиста (8) : 1950, 1957, 1978, 1985, 1989, 1992, 2007, 2012.
- ФИФА куп младих :
  - Освајач (2) : 1980, 2003.
- Трофеј града Вињоле :
  - Освајач (2) : 1984, 2018.
- Војтила куп :
  - Освајач (3) : 2005, 2006, 2013.

## Хронологија успеха
| \| \| - 1927/28 - 8. у групи Б националне дивизије, Победа у купу КОНИ - 1928/29 - 3. у групи А националне дивизије - 1929/30 - 6. у серији А - 1930/31 - 2. у серији А - 1931/32 - 3. у серији А - 1932/33 - 5. у серији А - 1933/34 - 5. у серији А - 1934/35 - 4. у серији А - 1935/36 - 2. у серији А - 1936/37 - 10. у серији А - 1937/38 - 6. у серији А - 1938/39 - 5. у серији А - 1939/40 - 7. у серији А - 1940/41 - 11. у серији А - 1941/42 - Прваци Италије - 1942/43 - 9. у серији А - 1944 - 2. место у римском Купу рата - 1945 - Победа у римском Купу рата - 1945/46 - 6. у првој групи италијанске дивизије - 1946/47 - 15. у серији А - 1947/48 - 17. у серији А - 1948/49 - 14. у серији А - 1949/50 - 17. у серији А - 1950/51 - 19. у серији А. - тим је испао у серију Б - 1951/52 - 1. у серији Б. Повратак у серију А - 1952/53 - 6. у серији А - 1953/54 - 6. у серији А - 1954/55 - 3. у серији А - 1955/56 - 6. у серији А - 1956/57 - 14. у серији А - 1957/58 - 5. у серији А - 1958/59 - 6. у серији А - 1959/60 - 9. у серији А - 1960/61 - 5. у серији А. Победа у Купу сајамских градова - 1961/62 - 5. у серији А - 1962/63 - 5. у серији А - 1963/64 - 12. у серији А. Освајачи Купа Италије - 1964/65 - 9. у серији А - 1965/66 - 8. у серији А - 1966/67 - 10. у серији А - 1967/68 - 10. у серији А - 1968/69 - 8. у серији А. Освајачи Купа Италије - 1969/70 - 11. у серији А - 1970/71 - 6. у серији А - 1971/72 - 7. у серији А. Победа у Англо-италијанском купу - 1972/73 - 11. у серији А - 1973/74 - 8. у серији А - 1974/75 - 3. у серији А - 1975/76 - 10. у серији А - 1976/77 - 8. у серији А - 1977/78 - 8. у серији А - 1978/79 - 12. у серији А \| \| - 1979/80 - 7. у серији А. Освајачи Купа Италије - 1980/81 - 2. у серији А. Освајачи Купа Италије - 1981/82 - 3. у серији А - 1982/83 - Прваци Италије - 1983/84 - 2. у серији А. Освајачи Купа Италије - 1984/85 - 7. у серији А - 1985/86 - 2. у серији А. Освајачи Купа Италије - 1986/87 - 7. у серији А - 1987/88 - 3. у серији А - 1988/89 - 8. у серији А - 1989/90 - 6. у серији А - 1990/91 - 9. у серији А. Освајачи Купа Италије - 1991/92 - 5. у серији А - 1992/93 - 10. у серији А - 1993/94 - 7. у серији А - 1994/95 - 5. у серији А - 1995/96 - 5. у серији А - 1996/97 - 12. у серији А - 1997/98 - 4. у серији А - 1998/99 - 5. у серији А - 1999/00 - 6. у серији А - 2000/01 - Прваци Италије - 2001/02 - 2. у серији А. Победа у Суперкупу Италије - 2002/03 - 8. у серији А - 2003/04 - 2. у серији А - 2004/05 - 8. у серији А - 2005/06 - 2. у серији А - унапређење са првобитног петог места, због додељених казни клубовима који су учествовали у афери Калчополи - 2006/07 - 2. у серији А. Освајачи Купа Италије - 2007/08 - 2. у серији А. Освајачи Купа Италије Победа у Суперкупу Италије - 2008/09 - 6. у серији А. Финалиста Суперкупа Италије - 2009/10 - 2. у серији А. Финалиста Купа Италије - 2010/11 - 6. у серији А. Финалиста Суперкупа Италије - 2011/12 - 7. у серији А. - 2012/13 - 6. у серији А. Финалиста Купа Италије - 2013/14 - 2. у серији А - 2014/15 - 2. у серији А - 2015/16 - 3. у серији А - 2016/17 - 2. у серији А - 2017/18 - 3. у серији А - 2018/19 - 6. у серији А - 2019/20 - 5. у серији А - 2020/21 - 7. у серији А - 2021/22 - 6. у серији А Освајачи УЕФА Лиге конференције - 2022/23 - 6. у серији А Финалиста Лиге Европе - 2023/24 - 6. у серији А \| \| | |  | |  |
| | - 1927/28 - 8. у групи Б националне дивизије, Победа у купу КОНИ - 1928/29 - 3. у групи А националне дивизије - 1929/30 - 6. у серији А - 1930/31 - 2. у серији А - 1931/32 - 3. у серији А - 1932/33 - 5. у серији А - 1933/34 - 5. у серији А - 1934/35 - 4. у серији А - 1935/36 - 2. у серији А - 1936/37 - 10. у серији А - 1937/38 - 6. у серији А - 1938/39 - 5. у серији А - 1939/40 - 7. у серији А - 1940/41 - 11. у серији А - 1941/42 - Прваци Италије - 1942/43 - 9. у серији А - 1944 - 2. место у римском Купу рата - 1945 - Победа у римском Купу рата - 1945/46 - 6. у првој групи италијанске дивизије - 1946/47 - 15. у серији А - 1947/48 - 17. у серији А - 1948/49 - 14. у серији А - 1949/50 - 17. у серији А - 1950/51 - 19. у серији А. - тим је испао у серију Б - 1951/52 - 1. у серији Б. Повратак у серију А - 1952/53 - 6. у серији А - 1953/54 - 6. у серији А - 1954/55 - 3. у серији А - 1955/56 - 6. у серији А - 1956/57 - 14. у серији А - 1957/58 - 5. у серији А - 1958/59 - 6. у серији А - 1959/60 - 9. у серији А - 1960/61 - 5. у серији А. Победа у Купу сајамских градова - 1961/62 - 5. у серији А - 1962/63 - 5. у серији А - 1963/64 - 12. у серији А. Освајачи Купа Италије - 1964/65 - 9. у серији А - 1965/66 - 8. у серији А - 1966/67 - 10. у серији А - 1967/68 - 10. у серији А - 1968/69 - 8. у серији А. Освајачи Купа Италије - 1969/70 - 11. у серији А - 1970/71 - 6. у серији А - 1971/72 - 7. у серији А. Победа у Англо-италијанском купу - 1972/73 - 11. у серији А - 1973/74 - 8. у серији А - 1974/75 - 3. у серији А - 1975/76 - 10. у серији А - 1976/77 - 8. у серији А - 1977/78 - 8. у серији А - 1978/79 - 12. у серији А |  | - 1979/80 - 7. у серији А. Освајачи Купа Италије - 1980/81 - 2. у серији А. Освајачи Купа Италије - 1981/82 - 3. у серији А - 1982/83 - Прваци Италије - 1983/84 - 2. у серији А. Освајачи Купа Италије - 1984/85 - 7. у серији А - 1985/86 - 2. у серији А. Освајачи Купа Италије - 1986/87 - 7. у серији А - 1987/88 - 3. у серији А - 1988/89 - 8. у серији А - 1989/90 - 6. у серији А - 1990/91 - 9. у серији А. Освајачи Купа Италије - 1991/92 - 5. у серији А - 1992/93 - 10. у серији А - 1993/94 - 7. у серији А - 1994/95 - 5. у серији А - 1995/96 - 5. у серији А - 1996/97 - 12. у серији А - 1997/98 - 4. у серији А - 1998/99 - 5. у серији А - 1999/00 - 6. у серији А - 2000/01 - Прваци Италије - 2001/02 - 2. у серији А. Победа у Суперкупу Италије - 2002/03 - 8. у серији А - 2003/04 - 2. у серији А - 2004/05 - 8. у серији А - 2005/06 - 2. у серији А - унапређење са првобитног петог места, због додељених казни клубовима који су учествовали у афери Калчополи - 2006/07 - 2. у серији А. Освајачи Купа Италије - 2007/08 - 2. у серији А. Освајачи Купа Италије Победа у Суперкупу Италије - 2008/09 - 6. у серији А. Финалиста Суперкупа Италије - 2009/10 - 2. у серији А. Финалиста Купа Италије - 2010/11 - 6. у серији А. Финалиста Суперкупа Италије - 2011/12 - 7. у серији А. - 2012/13 - 6. у серији А. Финалиста Купа Италије - 2013/14 - 2. у серији А - 2014/15 - 2. у серији А - 2015/16 - 3. у серији А - 2016/17 - 2. у серији А - 2017/18 - 3. у серији А - 2018/19 - 6. у серији А - 2019/20 - 5. у серији А - 2020/21 - 7. у серији А - 2021/22 - 6. у серији А Освајачи УЕФА Лиге конференције - 2022/23 - 6. у серији А Финалиста Лиге Европе - 2023/24 - 6. у серији А |  |

## Рома у европским такмичењима
Закључно са 15. јулом2024. статистика Роме у европским такмичењима је:
| Такмичење            | Одиграних утакмица | Победе | Нерешено | Порази | Постигнути голови | Примљени голови | Гол разлика |
| -------------------- | ------------------ | ------ | -------- | ------ | ----------------- | --------------- | ----------- |
| Лига шампиона        | 111                | 41     | 27       | 43     | 148               | 160             | –12         |
| Куп победника купова | 29                 | 12     | 9        | 8      | 34                | 24              | +10         |
| Лига Европе          | 174                | 92     | 36       | 46     | 301               | 168             | +133        |
| Лига конференције    | 15                 | 10     | 3        | 2      | 33                | 16              | +17         |
| Укупно               | 329                | 155    | 75       | 99     | 516               | 368             | +148        |